# Торжанський Олег Миколайович
Оле́г Микола́йович Торжа́нський — солдат Збройних сил України, 30-а механізована бригада.

## З життєпису
22 травня уночі поблизу Рубіжного колона механізованого взводу потрапила в засідку терористів, бойовики вели вогонь зі стрілецької зброї та гранатометів. Сержант Ярошенко Сергій Григорович зазнав смертельного поранення, поранений і Торжанський Олег, уродженець Баранівського району.

## Нагороди
26 липня 2014 року — за особисту мужність і героїзм, виявлені у захисті державного суверенітету та територіальної цілісності України, вірність військовій присязі, під час російсько-української війни відзначений — нагороджений орденом «За мужність» III ступеня.